# Nouméa

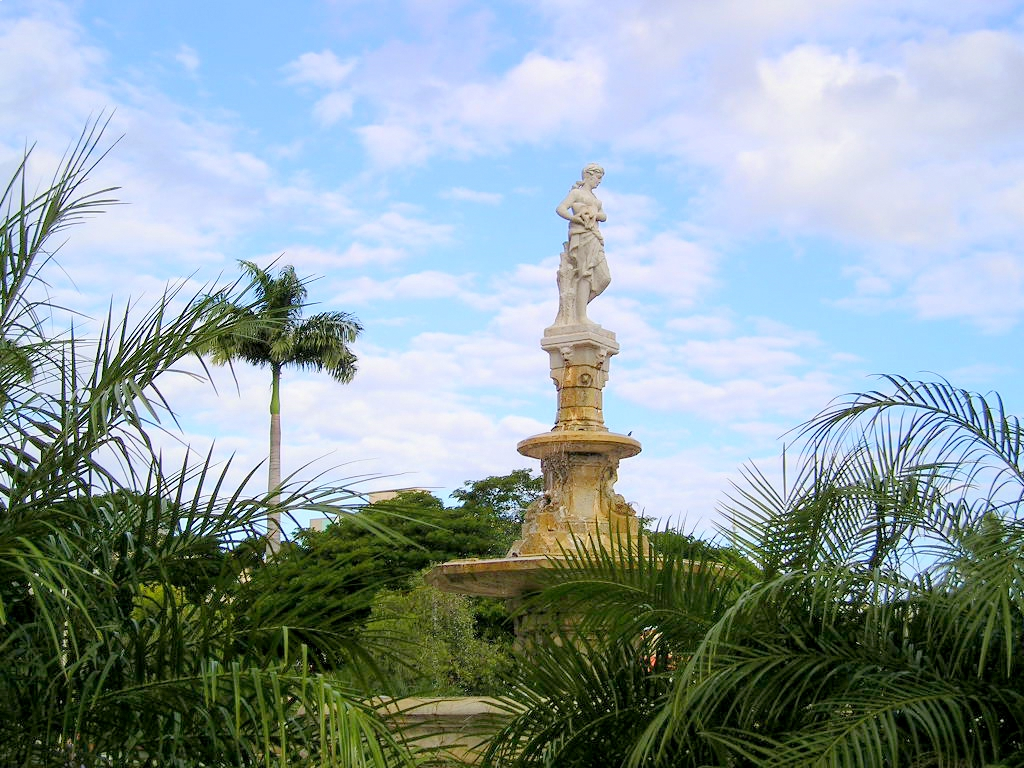
Fontaine Céleste i Nouméa

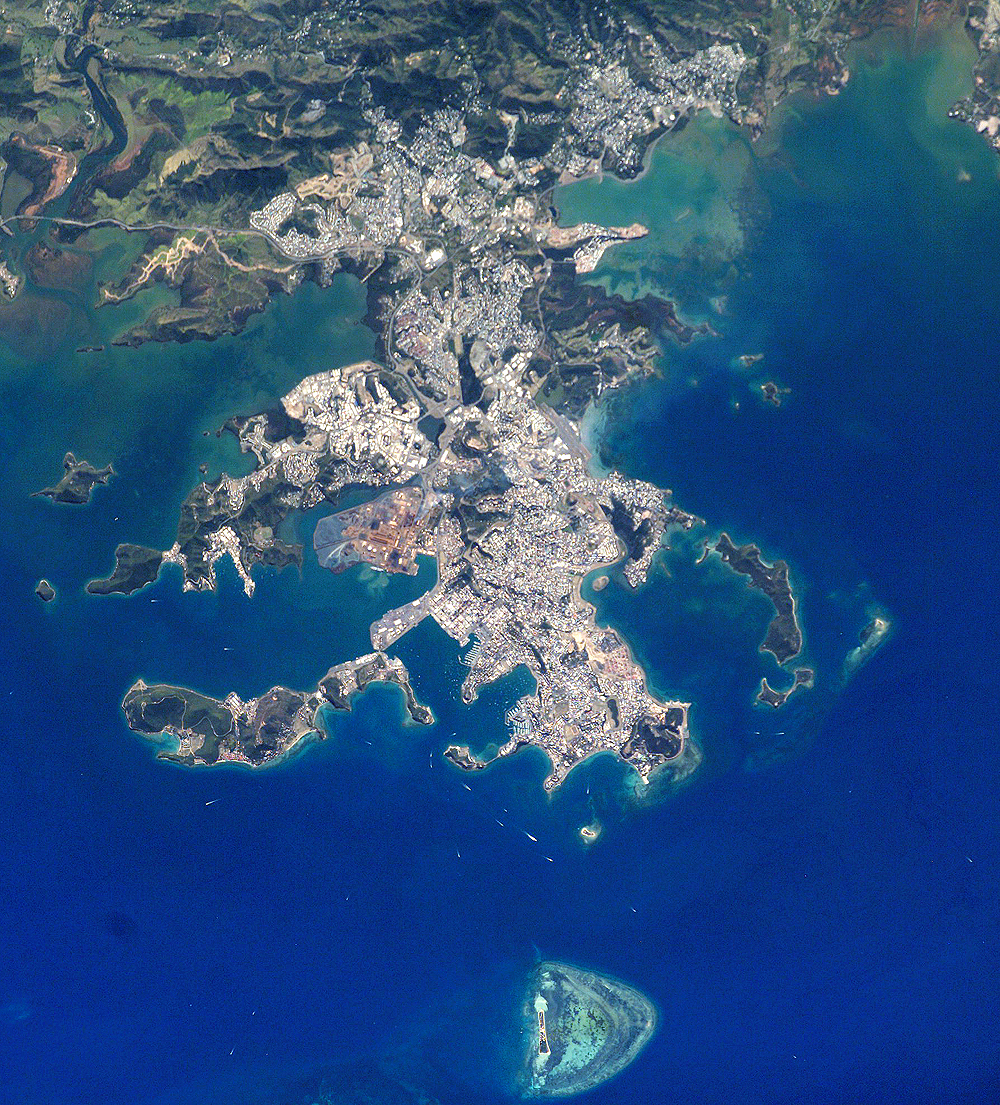
Satellitbild över Nouméa

Nouméa är huvudstad i det franska territoriet Nya Kaledonien i Melanesien i sydvästra Stilla havet. Staden är belägen på en halvö i södra delen av Nya Kaledoniens huvudö Grande Terre.
Befolkningen är enligt 2004 års folkräkning 91 386 invånare. Nouméas storstadsområde har 146 245 invånare och omfattar även Le Mont-Dore, Dumbéa och Païta. Sedan 1996 har staden årligen vuxit med 2,5% och idag bor 63,4% av Nya Kaledoniens befolkning i Nouméas storstadsområde.
Stadsområdet var inte viktigt för öns lokalbefolkning innan européerna byggde staden där. Den första europé att bosätta sig där var den brittiske köpmannen James Paddon år 1851. Fransmännen tog kontroll över ön några år senare då de 1854 anlade en bosättning på ön. Området var ursprungligen en fängelsekoloni, och senare ett centrum för utvinning av nickel och guld. Det var USA:s militära högkvarter i Stilla havet under andra världskriget.

## Klimat
|                                            | Jan   | Feb   | Mar   | Apr   | Maj  | Jun   | Jul  | Aug  | Sep  | Okt  | Nov  | Dec  |
| ------------------------------------------ | ----- | ----- | ----- | ----- | ---- | ----- | ---- | ---- | ---- | ---- | ---- | ---- |
| Normaldygnets maximitemperaturs medelvärde | 28,9  | 29,0  | 28,5  | 26,9  | 25,2 | 23,7  | 22,6 | 22,8 | 23,8 | 25,5 | 27,0 | 28,2 |
| Normaldygnets minimitemperaturs medelvärde | 23,0  | 23,2  | 22,8  | 21,4  | 19,8 | 18,5  | 17,2 | 17,2 | 17,7 | 19,2 | 20,7 | 21,9 |
|                                            |       |       |       |       |      |       |      |      |      |      |      |      |
| Nederbörd                                  | 112,9 | 123,1 | 134,6 | 110,5 | 90,6 | 128,7 | 73,0 | 70,1 | 39,2 | 53,2 | 62,9 | 72,7 |

| Diagram | temperaturer i °C • månadsnederbörd i mm • Källa: WMO | temperaturer i °C • månadsnederbörd i mm • Källa: WMO | temperaturer i °C • månadsnederbörd i mm • Källa: WMO | temperaturer i °C • månadsnederbörd i mm • Källa: WMO | temperaturer i °C • månadsnederbörd i mm • Källa: WMO | temperaturer i °C • månadsnederbörd i mm • Källa: WMO | temperaturer i °C • månadsnederbörd i mm • Källa: WMO | temperaturer i °C • månadsnederbörd i mm • Källa: WMO | temperaturer i °C • månadsnederbörd i mm • Källa: WMO | temperaturer i °C • månadsnederbörd i mm • Källa: WMO | temperaturer i °C • månadsnederbörd i mm • Källa: WMO | temperaturer i °C • månadsnederbörd i mm • Källa: WMO |
|         | 113 29 23                                             | 123 29 23                                             | 135 29 23                                             | 111 27 21                                             | 91 25 20                                              | 129 24 19                                             | 73 23 17                                              | 70 23 17                                              | 39 24 18                                              | 53 26 19                                              | 63 27 21                                              | 73 28 22                                              |

## Sport
Fotbollslaget AS Magenta har sin hemmaplan i Nouméa.